# Kerry King
Kerry Ray King, född 3 juni 1964 i Los Angeles, är en amerikansk musiker, mest känd som gitarrist och låtskrivare i thrash metal-bandet Slayer. King grundade Slayer tillsammans med Jeff Hanneman år 1981. På albumet Repentless från 2015 har King skrivit 11 av de 12 låtarna.
King var gitarrist i Megadeth 1984.

## Soloalbum
- 2024 – From Hell I Rise

## Gästspel
- "No Sleep Till Brooklyn", från Beastie Boys album Licensed to Ill
- "Final Prayer", från Hatebreeds album Perseverance
- "Dead Girl Superstar", från Rob Zombies album The Sinister Urge
- "Goddam Electric", från Panteras album Reinventing the Steel
- "What We're All About (The Original Version)", av Sum 41 från Spider-Man-filmens soundtrack